# 团山站 (建水县)
团山站是位于云南省建水县新民桥的一个铁路车站，旧称新民桥站，2015年建水旅游观光小火车开通运营因距离团山古民居较近改名团山站，邮政编码654311。车站建于1936年，有蒙宝铁路经过该站，现仅办理建水和石屏的脱网运行旅游性质列车乘降业务，车站及其上下行区间均未电气化。车站距离蒙自站103公里，距离宝秀站39公里，隶属昆明铁路局，原为五等站。

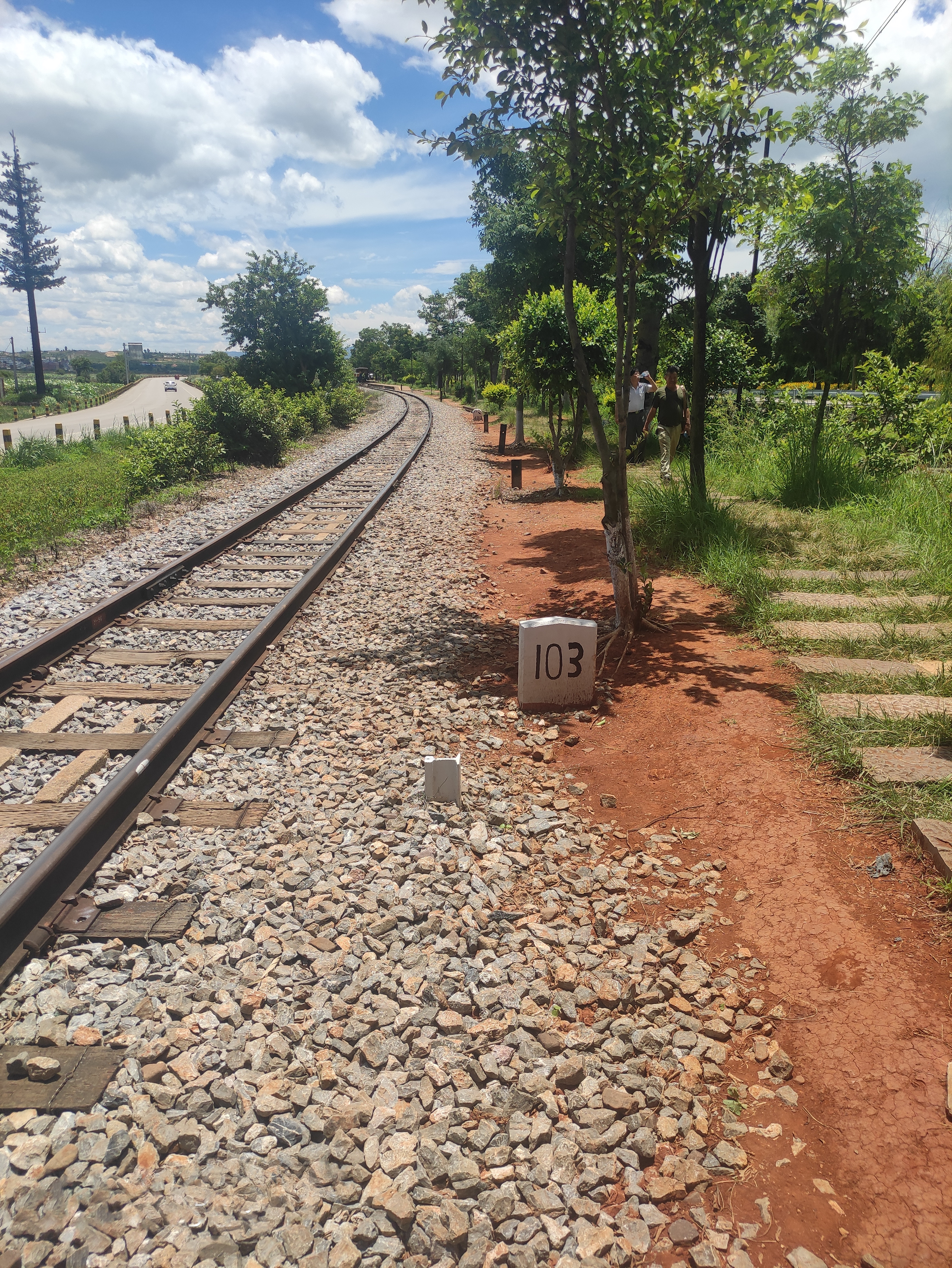
团山站宝秀方向的蒙宝线103km公里标